# Burekup
Burekup – miasto w Australii, w stanie Australia Zachodnia.